# 1967 în literatură
- 1966 în literatură — 1967 în literatură — 1968 în literatură

Anul 1967 în literatură a implicat o serie de evenimente și cărți noi semnificative.

## Cărți noi
- *** - Pe lungimea de undă a Cosmosului
- Lloyd Alexander - Taran Wanderer
- J. G. Ballard
  - The Day of Forever
  - The Disaster Area
  - The Overloaded Man
- Thomas Berger - Killing Time
- Richard Brautigan - Trout Fishing in America
- Kenneth Bulmer
  - Cycle of Nemesis 
  - To Outrun Doomsday
- Arthur J. Burks - Black Medicine
- Angela Carter - The Magic Toyshop
- Agatha Christie - Endless Night
- Margaret Craven - I Heard the Owl Call My Name
- L. Sprague de Camp editor - The Fantastic Swordsmen
- August Derleth editor - Travellers by Night
- Margaret Drabble - Jerusalem the Golden
- Allan W. Eckert - Wild Season
- Alan Garner - The Owl Service
- William Golding - The Pyramid
- S. E. Hinton - The Outsiders
- William Hope Hodgson - Deep Waters
- Robert E. Howard - Conan the Warrior
- Robert E. Howard și L. Sprague de Camp - Conan the Usurper
- Robert E. Howard, L. Sprague de Camp și Lin Carter - Conan
- Aldous Huxley - The Crows of Pearblossom (publicată postum)
- James Jones - Go to the Widow-Maker
- Anna Kavan - Ice
- Elia Kazan - The Arrangement
- Oe Kenzaburo - The Silent Cry
- Milan Kundera - The Joke
- Ira Levin - Rosemary's Baby
- Joan Lindsay - Picnic at Hanging Rock
- H. P. Lovecraft - Three Tales of Horror
- Alistair MacLean - Where Eagles Dare
- Naguib Mahfouz - Miramar
- Ruth Manning-Sanders - A Book of Wizards
- Daniel Pratt Mannix IV - The Fox and the Hound
- Gabriel García Márquez - One Hundred Years of Solitude
- Catherine Marshall - Christy
- R. D. Mascott - 003½: The Adventures of James Bond Junior
- V. S. Naipaul - The Mimic Men
- R. K. Narayan - The Vendor of Sweets
- Ngũgĩ wa Thiong'o - A Grain of Wheat
- Scott O'Dell - The Black Pearl
- K. M. Peyton - Flambards
- Chaim Potok - The Chosen
- Marin Preda - Moromeții, vol. II
- E. Hoffmann Price - Strange Gateways
- Ruth Rendell - A New Lease of Death
- Mary Stewart - The Gabriel Hounds
- William Styron - The Confessions of Nat Turner
- Henry Sutton - The Exhibitionist
- Piri Thomas - Down These Mean Streets
- Leon Uris - Topaz
- Jack Vance - The Palace of Love
- Thornton Wilder - The Eighth Day
- Colin Wilson - The Mind Parasites
- John Christopher
  - The White Mountains (1967)
  - The City of Gold and Lead (1967)
- Roger Zelazny - Lord of Light (câștigător al premiului Hugo 1968)

## Premii
- Premiul Nobel pentru Literatură: